# James W. Papez
James Wenceslas Papez (* 18. August 1883 in Glencoe, Minnesota; † 13. April 1958 in New York) war ein US-amerikanischer Neuroanatom.

## Leben
Papez wurde 1883 als Sohn tschechischer Einwanderer geboren. Er studierte Medizin an der University of Minnesota (M. D. 1911). Im gleichen Jahr wurde er Professor am Medical College of Atlanta. Seit 1920 lehrte er an der Cornell University in Ithaca (New York). 1929 verfasste er sein Lehrbuch Comparative Neuroanatomy.
1937 schlug Papez einen allgemeinen Mechanismus für Emotionen vor, den so genannten Papez-Kreis, worin der Hippocampus eine große Rolle spielte. 1949 vervollständigte und korrigierte Paul MacLean Papez Ideen und nannte den größeren Komplex das Limbische System.
| Personendaten    | Personendaten                 |
| ---------------- | ----------------------------- |
| NAME             | Papez, James W.               |
| ALTERNATIVNAMEN  | Papez, James Wenceslas        |
| KURZBESCHREIBUNG | US-amerikanischer Neuroanatom |
| GEBURTSDATUM     | 18. August 1883               |
| GEBURTSORT       | Glencoe                       |
| STERBEDATUM      | 13. April 1958                |
| STERBEORT        | New York                      |